# Ljudmila Turiščeva
Ljudmila Ivanovna Turiščeva (rusko Людми́ла Ива́новна Тури́щева), ruska telovadka, * 7. oktober 1952, Grozni, Sovjetska zveza.
Turiščeva je ena najuspešnejših telovadk vseh časov. V treh nastopih na olimpijskih igrah je osvojila štiri zlate, tri srebrne in dve bronasti medalji. Na svetovnih prvenstvih je osvojila šest zlatih ter po dve srebrni in bronasti medalji, na evropskih prvenstvih pa osem zlatih, dve srebrni in štiri bronaste medalje. 
Poročena je z nekdanjim atletom Valerijem Borzovom.